# Людвіхово (Вармінсько-Мазурське воєводство)
Людвіхово (пол. Ludwichowo, нім. Ludwigsthal) — село в Польщі, у гміні Любава Ілавського повіту Вармінсько-Мазурського воєводства.
Населення — 242 особи (2011).
У 1975-1998 роках село належало до Ольштинського воєводства.

## Демографія
Демографічна структура станом на 31 березня 2011 року:
|          | Загалом | Допрацездатний вік | Працездатний вік | Постпрацездатний вік |
| -------- | ------- | ------------------ | ---------------- | -------------------- |
| Чоловіки | 124     | 37                 | 75               | 12                   |
| Жінки    | 118     | 36                 | 60               | 22                   |
| Разом    | 242     | 73                 | 135              | 34                   |